# Robert Capa
Robert Capa (rođen kao Endre Ernő Friedmann; Budimpešta, 22. listopada, 1913. – Thai Binh, Vijetnam, 25. svibnja, 1954.) bio je mađarski ratni fotograf i fotonovinar koji je svojim fotografijama pokrivao pet ratova: Španjolski građanski rat, Drugi kinesko-japanski rat, Drugi svjetski rat, Arapsko-izraelski rat 1948. i Prvi indokineski rat. Tijekom Drugog svjetskog rata fotografirao je u Londonu, Italiji, Sjevernoj Africi i oslobađanje Pariza. Bio je jedini fotograf na Omaha Beachu kada su se saveznici počeli iskrcavati u Normandiji. Capa 1947. suosniva agenciju Magnum Photos koja je bila prva organizacija za suradnju freelance fotografa diljem svijeta.

## Životopis
Rođen je u Budimpešti 1913., tada još uvijek dijelu Austro-Ugarske monarhije. Sin je Dezsőa i Júlie Friedmann, koji su bili židovskog podrijetla. Dom napušta već u dobi od 18 godina smatrajući da nema budućnosti u Mađarskoj. Prvo je želio postati pisac, ali zavoljava fotografiju dok je bio u Berlinu. Zbog nacionalsocijalizama seli iz Njemačke u Francusku 1933., ali u Francuskoj ubrzo uviđa da je teško pronaći posao freelance novinara. U ovo vrijeme prisvaja ime "Robert Capa". U biti "cápa" ("morski pas") mu je bio nadimak u školi a drugi razlog je taj što je to ime zvučalo američki i asociralo je na prezime poznatog redatelja iz tog doba Franka Capre.
Capina prva objavljena fotografija bila je Lava Trockog koji je 1932. u Kopenhagenu držao govor na temu "Značenje Ruske revolucije".
"André Friedman", kako se još uvijek zvao 1934. upoznaje Gerdu Pohorylle, njemačku Židovkinju koja je izbjegla u Francusku. Par je živio u Parizu gdje je André podučavao Gerdu fotografiji. Zajedno su osmislili ime i image Roberta Cape kao poznatog američkog fotografa. Gerda pak mijenja ime u Gerda Taro i putuje zajedno s Capom u Španjolsku kako bi dokumentirala Španjolski građanski rat. U srpnju 1937. dok je Capa bio na kratkom poslovnom putu u Parizu Gerda ostaje u Madridu. Poginula je nedaleko Brunete tijekom bitke za Brunetu. Capa je bio duboko potresen tim događajem i nije se nikada oženio.
U veljači 1943. Capa upoznaje Elaine Justin, suprugu glumca Johna Justina. Zaljubili su se oboje na prvi pogled, a veza je trajala do kraja rata, iako je većinu vremena Capa proveo na bojišnici. Capa je Eleine nazivao "Pinky," a njihova veza opisana je u njegovim ratnim memoarima, Slightly Out of Focus. Eleine prekida vezu s Capom 1945. i udaje se za svog prijatelja Chucka Rominea. Poslije nekoliko mjeseci bio je u vezi s glumicom Ingrid Bergman, koja je putovala Europom zabavljajući američke vojnike. U prosincu 1945. Capa je slijedi u Hollywood, gdje je kratko vrijeme radio za American International Pictures. Bergman ga pokušava uvjeriti da se vjenčaju, ali Capa nije želio živjeti u Hollywoodu. Vezu prekidaju u ljeto 1946. kada je Capa otputovao u Tursku.

### Španjolski građanski rat i Kinesko-japanski rat
Boravio je u Španjolskoj od 1936. do 1939. fotografirajući užase građanskog rata, zajedno s Gerdom Taro, suradnicom fotografkinjom koja gine 1937. u Španjolskoj, i Davidom Seymourom.
 Godine 1938. putuje u kineski grad Hankow, danas Wuhan, kako bi dokumentirao kineski otpor japanskoj agresiji.
Globalno poznat postaje 1936. snimljenom fotografijom "Padajućeg vojnika" za koju se dugo vremena smatralo da je napravljena u Cerro Murianu, na bojištu nedaleko Kordobe.
 "Padajući vojnik" je fotografiran u trenutku kada je smrtonosno pogođen. Dugo vremena su se vodile rasprave o autentičnosti ove fotografije.
Jedan španjolski povjesničar identificirao je mrtvog vojnika kao Frederica Borella Garcíu iz Alcoia iz pokrajine Alicante. Ova identifikacija je osporavana.
Španjolske novine El Periodico tvrdile su 2003. da je fotografija napravljena nedaleko grada Espejoa, 10 km od Cerro Muriano i da je to bila namještaljka.  
Jedan španjolski profesor 2009. u svojoj knjizi Shadows of Photography, pokazuje da fotografija nije mogla biti napravljena gdje, kada ili kako su Capa i njegovi prijatelji to tvrdili.
Veliki broj fotografija koje je Capa snimio u Španjolskoj su nestale na nekoliko desetljeća, da bi se ponovo pojavile krajem 90-ih u Mexico Cityju
 Vlasništvo nad zbirkom povjereno je Capa Estateu i u prosincu 2007. preseljene su u muzej International Center of Photography kojeg je osnovao Capin mlađi brat Cornell na Manhattanu.

### Drugi svjetski rat
Drugi svjetski rat, Capu zatječe u New Yorku. Iz Pariza odlazi tražeći novi posao, ali i bježeći pred nacističkim progonima. Fotografirao je po europskim gradovima, prvo za Collier's Weekly, no kada mu daju otkaz počinje raditi za Life magazin. Dana 7. listopada 1943. bio je u Napulju s reporterom Lifea Willom Langom Jr. fotografirajući bombardiranje pošte.
Svoj najpoznatiji rad, snimio je 6. lipnja, 1944. (D-Day), kada je doplivao do Omaha Beacha u drugom valu iskrcavanja i snimio iskrcavanje saveznika. Nosio je dvije Contax II kamere i nekoliko rola filmova. Sveukupno snima 106 fotografija u prvim satima invazije. Međutim razvijač filomva Life magazina pravi pogrešku i osvjetljava negative u mračnoj komori tako da je samo 8 slika uspješno razvijeno.  
Capa nije svojem Londonskom birou nikad prigovorio za neuspješan razvoj tri i pol role filma snimljenih u Normandiji.
Capa putuje 1947. u Sovjetski Savez sa svojim prijateljem, piscem Johnom Steinbeckom. Ovjekovječava  Moskvu, Kijev, Tbilisi, Batumi i ruševine Staljingrada. Steinbeckova reportaža  A Russian Journal, ilustrirana je s Capinim fotografijama, a prvu publikaciju "Ruski Žurnal" doživljava 1948. godine.
Godine 1947. Capa suosniva agenciju Magnum Photos zajedno s prijateljima po struci: Henrijem Cartier-Bressonom, Williamom Vandivertom, Davidom Seymourom i Georgeom Rodgerom a izabran je za predsjednika agencije 1951. Capa posjećuje i Izrael nakon njegovog nastanka, a njegove fotografije o toj mladoj državi mogu se vidjeti u knjizi Report on Israel, koju je napisao Irwin Shaw.

### Prvi indokineski rat i smrt
U ranim 50-ima Capa putuje u Japan na izložbu fotografija u suradnji s Magnum Photos. Dok je bio tamo Life magazin mu nudi posao fotografa u jugoistočnoj Aziji, gdje su se francuske trupe osam godina borile u Prvon indokineskom ratu. Iako se nekoliko godina prije zakleo da neće nikada više fotografirati ijedan rat, pridružuje se francuskim trupama zajedno s dva druga novinara Life magazina, Johnom Mecklinom i Jimom Lucasom. Dana 25. svibnja, 1954. francuski pješački puk prolazio je opasnim područjem, i kada je na njih otvorena vatra, Capa napušta Jeep, želeći u prvim redovima snimiti borbu. Nekoliko minuta poslije, Mecklin i Lucas začuli su eksploziju kada je Capa aktivirao nagaznu minu. Došavši do njega, vidjeli su da je još živ, ali da je izgubio nogu, i da su mu grudi ozbiljno povrjeđene. Medicinsko osoblje pokušalo ga je spasiti, ali kada su ga donijeli do male poljske bolnice, bio je već mrtav.

## Politički život
Prije nego što postaje punoljetan, Capa postaje član Munkakör (Radničkog kružoka), čiji su članovi bili uglavnom socijalisti, avangardni fotografi i intelektualci koji su živjeli u Budimpešti. Bio je stalan sudionik demonstracija protiv represivnog režima Miklósa Horthya. Godine 1931. prije nego što je njegova prva fotografija objavljena, uhićuje ga i muči u zatvoru mađarska tajna policija zbog njegovih radikalnih aktivnosti. Kućna prijateljica, koja je bila supruga lokalnog policajca, sređuje njegovo puštanje na slobodu pod uvjetom da odmah napusti Mađarsku.
Boston Review ga opisuje kao "ljevičara, i demokrata - on je bio strastveni pro-lojalist i strastveni antifašist..." Tijekom Španjolskog građanskog rata putovao je i fotografirao POUM (Radničku stranku marksističkog jedinstva) u čijim redovima je bio i George Orwell.

Britanski magazin Picture Post objavljivao je Capine fotografije iz Španjolske, komentirajući Capu u profilu: "On je strastveni demokrat, i živi zbog fotografije".
"

## Vanjske poveznice
- Robert Capa Biography; Magnum Website
- Robert Capa's Photography Portfolio — Magnum Photos
- Magnum Photos
- "Capa and Taro: Together at Last" — The Digital Journalist  Arhivirana inačica izvorne stranice od 1. studenoga 2010. (Wayback Machine)
- PBS biography and analysis of Falling Soldier authenticity  Arhivirana inačica izvorne stranice od 21. ožujka 2007. (Wayback Machine)
- On Capa's photography "Falling Soldier"  Arhivirana inačica izvorne stranice od 19. srpnja 2011. (Wayback Machine) Links compiled by Tidsskriftcentret.dk
- Robert Capa's "Lost Negatives"
- Death of a Loyalist Soldier  Arhivirana inačica izvorne stranice od 13. ožujka 2005. (Wayback Machine), Spain, 1936.
- The D-Day photographs of Robert Capa  Arhivirana inačica izvorne stranice od 20. ožujka 2006. (Wayback Machine)
- A biographical page regarding Capa  Arhivirana inačica izvorne stranice od 14. lipnja 2005. (Wayback Machine)
- Hultquist, Clayton. “Robert Capa ~ Pictures of War.”  Arhivirana inačica izvorne stranice od 21. ožujka 2006. (Wayback Machine)
- Photography Temple. “Photographer Robert Capa”  Arhivirana inačica izvorne stranice od 21. ožujka 2006. (Wayback Machine)
- VNS. May 2004. “Photographers mark Capa’s passing”.
- International Photography Hall of Fame & Museum  Arhivirana inačica izvorne stranice od 27. rujna 2007. (Wayback Machine)
- The woman who captured Robert Capa's heart, The Independent, 13 June 2010
- Robert Capa's Long-Lost Negatives  Arhivirana inačica izvorne stranice od 30. rujna 2010. (Wayback Machine) - slideshow by Life magazine